# Lista de bairros de Juiz de Fora
Essa é uma lista dos bairros do município brasileiro de Juiz de Fora, estado de Minas Gerais. A cidade foi originalmente subdividida em 81 regiões urbanas, mas o plano diretor municipal acabou por estabelecer 111 bairros, cuja divisão é a unidade territorial que o habitante da cidade tem mais facilidade de reconhecer.
A unidade territorial por sua vez foi dividida em sete regiões administrativas, listadas abaixo com seus respectivos bairros:

## Central
• Alto dos Passos                 • Centro
• Boa Vista                            • Granbery
• Bom Pastor.                       • São Mateus
• Santa Helena
• Teixeiras                            

## Zona Leste
- Bairu
- Bonfim
- Botanágua
- Centenário
- Cesário Alvim
- Grajaú
- Linhares
- Manoel Honório
- Marumbi
- Nossa Senhora Aparecida / Meggliolário
- Progresso
- Santa Rita
- Santa Cândida
- São Benedito
- São Bernardo
- Vitorino Braga

## Zona Nordeste
- Eldorado
- Granjas Betânea
- Jardim Bom Clima
- Mariano Procópio
- Grama
- Jardim Emaús
- Parque Independência
- Santa Therezinha
- Filgueiras
- Vale dos Bandeirantes

## Zona Norte
Barbosa Lage
Barreira do Triunfo 
Benfica 
Milho Branco 
Carlos Chagas 
Cerâmica
Esplanada 
Francisco Bernardino 
Bairro Industrial 
Jardim dos Alfineiros
Jardim Natal 
Jóquei Clube 1
Jóquei Clube 2 
Jóquei Clube 3 
Nova Benfica 
Nova Era 
Paula Lima 
Remonta 
Represa 
Santa Cruz 
São Dimas 
Vila Esperança 1 
Vila Esperança 2 

## Zona Oeste(Cidade Alta)
- Aeroporto
- Borboleta
- Cruzeiro Santo Antônio
- Martelos
- Morro do Imperador
- Nova Califórnia
- Novo Horizonte
- São Pedro
- Serro Azul

## Zona Sudeste
- Barão do Retiro
- Floresta
- Nossa Senhora de Lourdes
- Santo Antônio
- Vila Furtado de Menezes
- Vila Olavo Costa
- Niterói
- Costa Carvalho

## Zona Sul
• Bomba de Fogo.     • Jardim Laranjeiras 
• Cascatinha              • Sagrado Coração de Jesus 
• Graminha                 • Salvaterra
• Ipiranga.                  • Santa Efigênia 
• Santa Luzia.

• Santa Cecília.       • Cascatinha 